# Divisione di Encke
La Divisione di Encke è uno spazio vuoto presente nel sistema di anelli del pianeta Saturno, all'interno del brillante Anello A; l'assenza di materiale in questa ristretta banda è dovuta alla presenza dell'orbita di un satellite minore del pianeta, Pan.
Nel corso della missione spaziale Cassini-Huygens è stato individuato un piccolo anello sottile situato all'interno della Divisione.